# اس‌اس ایرکس
اس‌اس ایرکس (به انگلیسی: SS Irex) یک کشتی بود که طول آن ۳۰۲ فوت ۲ اینچ (۹۲٫۱۰ متر) بود. این کشتی در سال ۱۸۸۹ ساخته شد.